# Дикран плетивний
Дикран плетивний (Dicranum elongatum) — вид мохів порядку дикранальних (Dicranales).

## Поширення
Батьківщиною є Європа, Макаронезія, Північна Америка, Південна Америка, Азія.
Оселище: гнила деревина, особливо пні та колоди, основи дерев, оголені корені дерев, ґрунт або перегній над валунами, як правило, у середньовологих відкритих лісах, іноді на болотах і болотистих місцевостях; на висотах 0–1300 метрів.

## Характеристика
Мох утворює помірно щільні газони від яскраво-зеленого до жовто-зеленого кольору, які в кінці літа та восени особливо часто усіяні голчастими жовтуватими паростками висотою приблизно 3 міліметри, характерними для цього виду. На цьому етапі це майже безпомилково і легко помітити на місцевості. Рослини заввишки до 5 сантиметрів. Слабо односторонні листки вузьколанцетні й закінчуються трубчастим шилоподібним кінчиком, лише зубчасті на кінчику, в іншому випадку цілокраї. Спорові коробочки утворюються дуже рідко. Вид дводомний; чоловічі рослини такі ж великі, як і жіночі. Коробочкові ніжки 1–2.5 мм, поодинокі, жовтувато-коричневі. Коробочка 1.5–3 мм, пряма чи майже так, смугаста, коли суха, від жовтувато-коричневого до коричневого забарвлення. Спори 12–19 мкм. Коробочки дозрівають навесні.